# 2024年颱風康芮對臺灣的影響
強烈颱風康芮是2024年繼強烈颱風凱米、強烈颱風山陀兒後，第三個登陸於臺灣的颱風，成為自2008年太平洋颱風季以後，首次1年有3個以上颱風登陸，成為首個在10月下旬登陸的強烈颱風。康芮是自1996年颱風賀伯後暴風圈半徑最大的侵台颱風，並使2024年10月和1998年10月並列為最多颱風影響台灣的10月。

## 構成與防災措施
原位於關島附近海面的熱帶性低氣壓在10月25日上午8時增強為輕度颱風，交通部中央氣象署在初期預測康芮在未來朝西北西移動，北轉後進入琉球海域。隨後，包含交通部中央氣象署在內的多國氣象單位在27日修正康芮的路徑預測，認為康芮極可能在台灣東部登陸。
隨著康芮移動至鵝鑾鼻東南方850公里海面，交通部中央氣象署於29日下午5時30分發布海上颱風警報，並於30日上午5時30分發布海上陸上颱風警報。中央災害應變中心在警報期間以二級開設。
康芮於31日下午1時40分在臺東縣成功鎮登陸，並在同日下午6時40分在雲林縣麥寮鄉出海。交通部中央氣象署在康芮的暴風圈脫離台灣本島以及馬祖後，於11月1日上午11時30分解除陸上颱風警報，並在同日下午2時30分解除海上颱風警報。
中央災害應變中心在康芮遠離後，因應災後重建之進度而持續開設，直至4日下午5時召開工作會報時宣布撤除。

## 影響
| 彭佳嶼 · 27.2 m/s板橋 · 10.6 m/s鞍部 · 11.7 m/s竹子湖 · 5.4 m/s淡水 · 14.3 m/s基隆 · 18.2 m/s臺北 · 12.5 m/s新屋 · 19.1 m/s新竹 · 9.5 m/s宜蘭 · 14.3 m/s蘇澳 · 20.1 m/s花蓮 · 23 m/s成功（新港） · 29.1 m/s臺東 · 15.5 m/s大武 · 10.7 m/s蘭嶼 · 59.9 m/s臺中 · 6.9 m/s梧棲 · 16.5 m/s日月潭 · 5.6 m/s阿里山 · 7.4 m/s嘉義 · 11.2 m/s玉山 · 18.4 m/s臺南 · 12.3 m/s高雄 · 6.9 m/s恆春 · 9.9 m/s澎湖 · 17 m/s東吉島 · 31.1 m/s金門 · 13 m/s馬祖 · 13.2 m/s 中華民國交通部中央氣象署署屬氣象測站測得最大持續風力。圖例： · 測得5級風或以下 · 測得6至7級風 · 測得8至9級風 · 測得10至11級風 · 測得16級風或以上 | 彭佳嶼 · 37.6 m/s板橋 · 27.2 m/s鞍部 · 29.1 m/s竹子湖 · 20.5 m/s淡水 · 36.4 m/s基隆 · 41.4 m/s臺北 · 29.4 m/s新屋 · 33.2 m/s新竹 · 25.2 m/s宜蘭 · 31 m/s蘇澳 · 34.3 m/s花蓮 · 35 m/s成功（新港） · 46.7 m/s臺東 · 32.1 m/s大武 · 28.2 m/s蘭嶼 · 78.2 m/s臺中 · 20.3 m/s梧棲 · 31.7 m/s日月潭 · 14.2 m/s阿里山 · 18.3 m/s嘉義 · 19.8 m/s玉山 · 31.6 m/s臺南 · 25.9 m/s高雄 · 17.6 m/s恆春 · 20.3 m/s澎湖 · 30.2 m/s東吉島 · 44.1 m/s金門 · 25 m/s馬祖 · 24.8 m/s 中華民國交通部中央氣象署署屬氣象測站測得最大陣風。圖例： · 測得6至7級風 · 測得8至9級風 · 測得10至11級風 · 測得12至15級風 · 測得16級風或以上 |

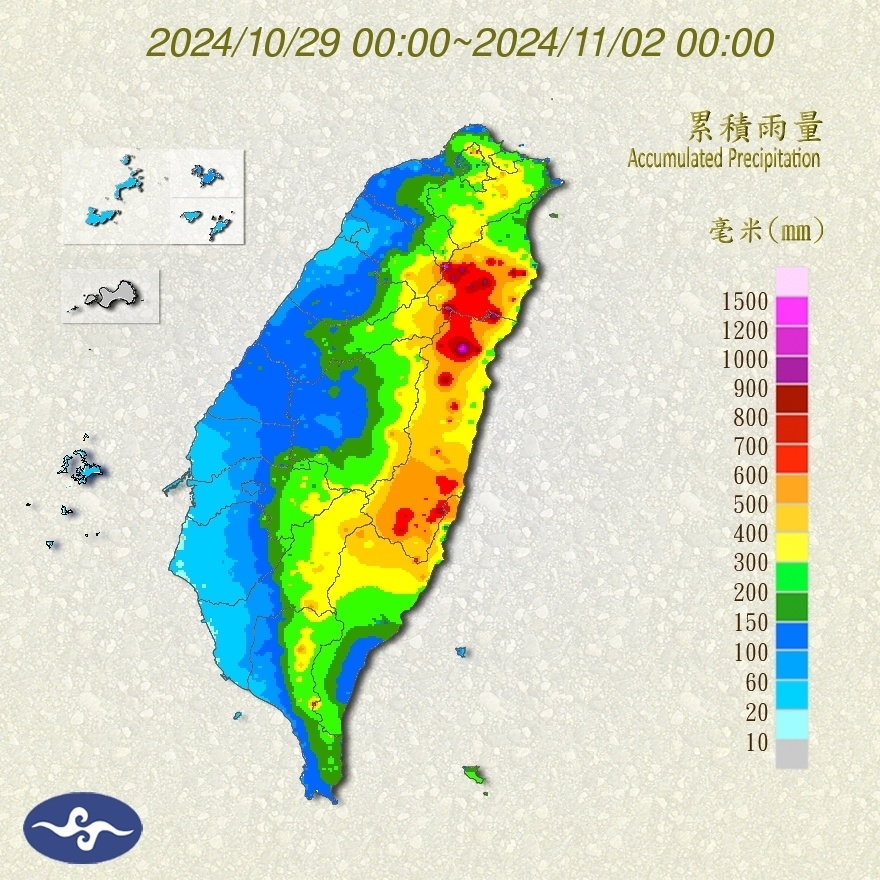
康芮颱風侵襲臺灣期間累積雨量。

颱風自10月29日開始影響台灣至11月1日下午2時這段期間，颱風所造成累積雨量超過900毫米之處分別發生在花蓮縣天祥1232.5毫米，宜蘭縣鴛鴦湖1203.5毫米，台中市審馬陣1035毫米，交通部中央氣象署預報員朱美霖表示，此次受颱風及高壓梯度影響，各地也有明顯風雨，全台普遍都有10級以上強陣風；預報員官欣平則補充，颱風在接近的過程，由於高壓跟低壓產生落差，且東北風加強風向，風向跟台灣海峽產生狹管效應，整個西半部地區也很快感受到強風，而在遠離過程中，風向跟台北盆地地形有加乘作用且台灣北部風向入口較細跟窄，致使產生的風力會較強勁。
船隻運輸方面，往返綠島航班在28日中午停駛，往返東港、小琉球多家航班及澎湖本島往離島的交通船亦在颱風影響期間停駛。金門縣港務處在10月30日宣布小三通航線在翌日全面停航；空運方面，國際暨兩岸航線取消超過300架次，超過1000人被迫轉降香港，桃園國際機場也有28架次轉降松山、高雄、香港、沖繩、濟州及新加坡等鄰近機場，並有部分航班於當日晚間回台，另有一部分在翌日由航空公司派機戴回台灣。包含立榮航空、華信航空在內的國內航班亦在31日全數取消。
鐵道運輸方面，阿里山林業鐵路自10月31日起預防性停運，並在支線及本線分別在11月2日下午1時、3日恢復正常營運。臺灣鐵路公司在31日中午12時後全線停駛，並於11月1日晚間就受損路段搶修完成，恢復環島路網通行。臺北車站因受台灣電力公司一度斷電，造成冰水主機無法運轉，進而導致票務系統跳脫，無法使用官方網站及票務系統，影響訂票與付款取票服務共6.5小時；台灣高鐵則宣布10月31日取消原時刻表各班次列車，改採每小時雙向各發2班次且每站都會停靠的全車自由座列車。台北捷運於31日上午11時宣布文湖線、高架平面路段（圓山站至淡水站、新北投站、小碧潭站）停駛；桃園捷運則宣布桃園機場捷運取消直達車、加班車並全線降速行駛；高雄捷運於康芮影響期間宣布列車班距拉長，並表示高雄環狀輕軌於31日中午12時停駛；台中捷運亦於康芮影響期間將列車班距拉長。

## 災害與災後調查處置
本次颱風影響最劇烈時間點為2024年10月31日午後至深夜，風力影響最劇烈的地區以北部為主，災後導致臺北市樹倒逾2,800株，11月1日恢復上班上課後雙北市區多數道路皆有樹倒或斷枝，災情為近年最嚴重。
據中央災害應變中心針對此颱風災害應變處置報告顯示，此次颱風共造成3人死亡、692人受傷；通訊設備則有699座基地台受損、1萬8546戶市話中斷：民生設施的部分，共造成973,506戶停電及63,016戶停水，此次康芮造成的停電為自颱風蘇迪勒影響台灣時隔7年後，導致之天然災害最大停電紀錄。中華民國農業部則回報是次颱風侵襲所導致的農業損失約新臺幣24億1217萬元。